# Cristiano Ulrico II di Württemberg-Wilhelminenort
Cristiano Ulrico II di Württemberg-Wilhelminenort (Vielguth, 27 gennaio 1691 – Stoccarda, 7 febbraio 1734) è stato un generale e duca prussiano.

## Biografia
Cristiano Ulrico II era il figlio minore del duca Cristiano Ulrico I di Württemberg-Oels (1652-1704) e della sua seconda moglie, la principessa Sibilla Maria (1667-1693), figlia del duca Cristiano I di Sassonia-Merseburg.
Il giovane principe iniziò i propri studi a Francoforte e poi a Berlino all'accademia dei cavalieri, prendendo residenza nel villaggio di Bresewitz (presso la città di Berna) assumendo nel contempo la reggenza della città di Wilhelminenort, così chiamata in onore della madre, nella Frisia dell'Est. Il Duca si convertì al cattolicesimo il 26 gennaio 1723 dopo un viaggio a Roma, pronunziando la sua abiura nelle mani di papa Innocenzo XIII; morì a Stoccarda nel 1734.

## Matrimonio e figli
Cristiano Ulrico sposò nel 1711 Filippina Carlotta, figlia del Conte Ermanno di Redern am Krappitz, dalla quale ebbe i seguenti eredi:
- Elisabetta Sofia Carlotta (1714-1716)
- Ulrica Luisa (1715-1748), Canonica a Gandersheim
- Carlo Cristiano Ermanno (1716-1792), duca di Württemberg-Oels, sposò nel 1741 la contessa Maria Sofia Guglielmina di Solms-Laubach (1721-1793)
- Guglielmina (* † 1719)
- Francesca Carlotta Giacomina (1724-1728)
- Federica Giovanna (1725-1726)

## Ascendenza
|                                                            |                                                   |                                                               | Genitori                                                 |  |  | Nonni |  |  | Bisnonni                                            |  |  | Trisnonni                             |  |
|                                                            |                                                   |                                                               |                                                          |  |  |       |  |  | 8. Julius Friedrich, duca di Württemberg-Weiltingen |  |  | 16. Friedrich I, duca del Württemberg |  |
|                                                            |                                                   |                                                               |                                                          |  |  |       |  |  | 8. Julius Friedrich, duca di Württemberg-Weiltingen |  |  | 16. Friedrich I, duca del Württemberg |  |
|                                                            |                                                   | 17. Sibylla von Anhalt                                        |                                                          |  |  |       |  |  | 8. Julius Friedrich, duca di Württemberg-Weiltingen |  |  |                                       |  |
| 4. Silvius I Nimrod, duca di Württemberg-Oels              |                                                   |                                                               |                                                          |  |  |       |  |  | 8. Julius Friedrich, duca di Württemberg-Weiltingen |  |  |                                       |  |
|                                                            |                                                   | 9. Anna Sabina von Schleswig-Holstein-Sonderburg              | 18. Johann, duca di Schleswig-Holstein-Sonderburg        |  |  |       |  |  |                                                     |  |  |                                       |  |
|                                                            |                                                   | 9. Anna Sabina von Schleswig-Holstein-Sonderburg              | 18. Johann, duca di Schleswig-Holstein-Sonderburg        |  |  |       |  |  |                                                     |  |  |                                       |  |
|                                                            |                                                   | 9. Anna Sabina von Schleswig-Holstein-Sonderburg              | 19. Agnes Hedwig von Anhalt                              |  |  |       |  |  |                                                     |  |  |                                       |  |
| 2. Christian Ulrich I, duca di Württemberg-Oels            |                                                   | 9. Anna Sabina von Schleswig-Holstein-Sonderburg              |                                                          |  |  |       |  |  |                                                     |  |  |                                       |  |
|                                                            |                                                   | 10. Karl Friedrich I, duca di Münsterberg-Oels                | 20. Karl II, duca di Münsterberg-Oels                    |  |  |       |  |  |                                                     |  |  |                                       |  |
|                                                            |                                                   | 10. Karl Friedrich I, duca di Münsterberg-Oels                | 20. Karl II, duca di Münsterberg-Oels                    |  |  |       |  |  |                                                     |  |  |                                       |  |
|                                                            |                                                   | 10. Karl Friedrich I, duca di Münsterberg-Oels                | 21. Elisabeth Magdalena von Brieg                        |  |  |       |  |  |                                                     |  |  |                                       |  |
| 5. Elisabeth Marie von Münsterberg-Oels                    |                                                   | 10. Karl Friedrich I, duca di Münsterberg-Oels                |                                                          |  |  |       |  |  |                                                     |  |  |                                       |  |
|                                                            |                                                   | 11. Anna Sophia von Sachsen-Weimar                            | 22. Friedrich Wilhelm I, duca di Sassonia-Weimar         |  |  |       |  |  |                                                     |  |  |                                       |  |
|                                                            |                                                   | 11. Anna Sophia von Sachsen-Weimar                            | 22. Friedrich Wilhelm I, duca di Sassonia-Weimar         |  |  |       |  |  |                                                     |  |  |                                       |  |
|                                                            |                                                   | 11. Anna Sophia von Sachsen-Weimar                            | 23. Anna Maria von Pfalz-Neuburg                         |  |  |       |  |  |                                                     |  |  |                                       |  |
| 1. Christian Ulrich II, duca di Württemberg-Wilhelminenort |                                                   | 11. Anna Sophia von Sachsen-Weimar                            |                                                          |  |  |       |  |  |                                                     |  |  |                                       |  |
|                                                            | 12. Johann Georg I, principe elettore di Sassonia | 24. Christian I, principe elettore di Sassonia                |                                                          |  |  |       |  |  |                                                     |  |  |                                       |  |
|                                                            | 12. Johann Georg I, principe elettore di Sassonia | 24. Christian I, principe elettore di Sassonia                |                                                          |  |  |       |  |  |                                                     |  |  |                                       |  |
|                                                            | 12. Johann Georg I, principe elettore di Sassonia | 25. Sophie von Brandenburg                                    |                                                          |  |  |       |  |  |                                                     |  |  |                                       |  |
| 6. Christian I, duca di Sassonia-Merseburg                 | 12. Johann Georg I, principe elettore di Sassonia |                                                               |                                                          |  |  |       |  |  |                                                     |  |  |                                       |  |
|                                                            |                                                   | 13. Magdalena Sibylle von Preußen                             | 26. Albrecht Friedrich, duca di Prussia                  |  |  |       |  |  |                                                     |  |  |                                       |  |
|                                                            |                                                   | 13. Magdalena Sibylle von Preußen                             | 26. Albrecht Friedrich, duca di Prussia                  |  |  |       |  |  |                                                     |  |  |                                       |  |
|                                                            |                                                   | 13. Magdalena Sibylle von Preußen                             | 27. Marie Eleonore von Jülich-Kleve-Berg                 |  |  |       |  |  |                                                     |  |  |                                       |  |
| 3. Sibylle Marie von Sachsen-Merseburg                     |                                                   | 13. Magdalena Sibylle von Preußen                             |                                                          |  |  |       |  |  |                                                     |  |  |                                       |  |
|                                                            |                                                   | 14. Philipp, duca di Schleswig-Holstein-Sonderburg-Glücksburg | 28. Johann, duca di Schleswig-Holstein-Sonderburg (= 18) |  |  |       |  |  |                                                     |  |  |                                       |  |
|                                                            |                                                   | 14. Philipp, duca di Schleswig-Holstein-Sonderburg-Glücksburg | 28. Johann, duca di Schleswig-Holstein-Sonderburg (= 18) |  |  |       |  |  |                                                     |  |  |                                       |  |
|                                                            |                                                   | 14. Philipp, duca di Schleswig-Holstein-Sonderburg-Glücksburg | 29. Elisabeth von Braunschweig-Grubenhagen               |  |  |       |  |  |                                                     |  |  |                                       |  |
| 7. Christiana von Schleswig-Holstein-Sonderburg-Glücksburg |                                                   | 14. Philipp, duca di Schleswig-Holstein-Sonderburg-Glücksburg |                                                          |  |  |       |  |  |                                                     |  |  |                                       |  |
|                                                            |                                                   | 15. Sophie Hedwig von Sachsen-Lauenburg                       | 30. Franz II, duca di Sassonia-Lauenburg                 |  |  |       |  |  |                                                     |  |  |                                       |  |
|                                                            |                                                   | 15. Sophie Hedwig von Sachsen-Lauenburg                       | 30. Franz II, duca di Sassonia-Lauenburg                 |  |  |       |  |  |                                                     |  |  |                                       |  |
|                                                            |                                                   | 15. Sophie Hedwig von Sachsen-Lauenburg                       | 31. Maria von Braunschweig-Wolfenbüttel                  |  |  |       |  |  |                                                     |  |  |                                       |  |
|                                                            |                                                   | 15. Sophie Hedwig von Sachsen-Lauenburg                       |                                                          |  |  |       |  |  |                                                     |  |  |                                       |  |